# Diwang International Commerce Center
Diwang international Commerce Center (chiń. upr. 地王国际商会中心; chiń. trad. 地王國際商會中心; pinyin Dìwáng Guójì Shānghuì Zhōngxīn) - wieżowiec w Nanning, w Chinach, o wysokości 276 m. Budynek został otwarty w 2006, posiada 54 kondygnacje.